# 로이 안데르손 (축구 선수)
로이 안데르손(Roy Andersson, 1949년 8월 2일 ~ )은 전 축구 선수로 그는 말뫼와 스웨덴 역사상 가장 위대한 수비수로 평가되며 선수시절 말뫼 FF에서 15년간 327경기 출전 21골을 기록하였다. 그의 아들인 다니엘과 파트리크또한 축구선수이다.

## 경력
- 1968-1983 말뫼FF
- 1974-1978 스웨덴